# Nicholas Evans
Nicholas Benbow Evans, född 26 juli 1950 i Bromsgrove, Worcestershire, död 9 augusti 2022 i London, var en brittisk författare. Han skrev mestadels romaner.